# Бабаджанян, Гурген Амаякович
Гурген Амаякович Бабаджанян (16 сентября 1907, Баку, Бакинская губерния Российская империя — 5 марта 1982, Ереван, Армянская ССР СССР) — советский и армянский генетик, академик АН Армянской ССР (1948).

## Биография
Родился 16 сентября 1907 года в Баку. Через некоторое время переехал в Ташкент, где поступил в Среднеазиатский хлопковый институт, который окончил в 1932 году. С 1946 по 1953 год занимал должность директора института генетики АН Армянской ССР. С 1956 по 1982 год заведовал отделом генетики института земледелия МСХ Армянской ССР.
Скончался 5 марта 1982 года в Ереване.

## Научные работы
Основные научные работы посвящены проблемам оплодотворения сельскохозяйственных растений и генетическим основам селекции.
- Развил учение о множественном аллелизме генов летальности.
- Разрабатывал вопросы чужеродного опыления растений и константного воспроизведения генотипов в условиях перекрёстного опыления.
- Установил возможность устранения инбредной депрессии путём чужеродного опыления.

## Сочинения
- Чужеродное опыление растений.— Ереван.: Изд-во АН Армянской ССР, 1962.— 198 с.

## Награды и премии
- Орден «Знак Почёта».
- Орден Трудового Красного Знамени.